# Adolf Hjelmström
Johan Adolf Hjelmström, född 21 augusti 1878 i Hammarby, Stockholms län, död 1958, var en svensk väg- och vattenbyggnadsingenjör.
Hjelmström, som var son till apotekare Johan Hjelmström och Wilhelmina Hjelmström, avlade studentexamen i Malmö 1896 och utexaminerades från Kungliga Tekniska högskolan 1901. Han blev underlöjtnant i fortifikationens reserv 1903, löjtnant 1907, löjtnant i Väg- och vattenbyggnadskåren samma år, kapten i Väg- och vattenbyggnadskåren 1915, var kapten i fortifikationens reserv 1915–1937, major i Väg- och vattenbyggnadskåren 1936–1945. Han tjänstgjorde som ingenjörofficer 1942–1945. 
Hjelmström var biträdande ingenjör vid Mälarens reglering 1902, i Väg- och vattenbyggnadsstyrelsen 1902–1903, assistent i väg- och vattenbyggnadskonst vid  Kungliga Tekniska högskolan samma tid, kontrollant vid och arbetschef för flera vatten- och husbyggnader i bland annat Norrköping, Visby och Sundsvall 1903–1907, hamningenjör i Halmstads stad 1908–1941 och mätningsman i Oskarström från 1919. Han var befälhavare för Laholms landstormsområde 1910–1942, ledare och lärare vid frivilliga och obligatoriska landstormsbefälkurser 1912–1920, rapportör till internationella sjöfartskongressen i Bryssel 1935 och ordförande i Halmstads simsällskap 1933–1947.